# Trichomanes beckeri
Trichomanes beckeri là một loài dương xỉ trong họ Hymenophyllaceae. Loài này được Krause mô tả khoa học đầu tiên..
Danh pháp khoa học của loài này chưa được làm sáng tỏ. 